# 國光浩三
國光 浩三（くにみつ こうぞう、1945年10月5日 - ）は、日本の実業家。株式会社EMシステムズ創業者で、同社代表取締役会長兼CEOを経て、取締役最高顧問事。

## 人物・来歴
青山学院大学卒業後、1968年にヤナセに入社し、メルセデスベンツの販売を担当。1970年父親が経営するホンダクリオ山陽（のちのホンダ四輪販売山陽）取締役に就任。その後三男だっため独立し、1980年に姫路市で医療事務用オフィスコンピュータ販売事業のエム.シイ.エス（のちのEMシステムズ）を設立。同社代表取締役社長に就任。2000年JASDAQに上場し、2003年に東京証券取引所2部に上場。その後、ストック型のネットワークビジネスに事業を変え、2012年には東京証券取引所1部へ移行を果たした。2015年EMシステムズ代表取締役会長兼CEO。2020年EMシステムズ取締役最高顧問に退き、代表取締役社長には長男の國光宏昌が就任した。